# Gnathoweisea texana
Gnathoweisea texana är en skalbaggsart som beskrevs av Gordon 1985. Gnathoweisea texana ingår i släktet Gnathoweisea och familjen nyckelpigor. Inga underarter finns listade i Catalogue of Life.